# Пиетро де Медичи
Пиèтро де Мèдичи (на италиански: Pietro de' Medici), известен още като Пиèро де Мèдичи и Пèдро де Мèдичи (на италиански: Piero de' Medici; Pedro de' Medici; * 3 юни 1554, Флоренция, Флорентинско херцогство; † 25 април 1604, Мадрид, Кралство Испания) е дон, принц от Дом Медичи, военен, дипломат и авантюрист, кавалер на Ордена на Златното руно.
Известен е с неморалния си начин на живот. Убива жена си заради изневяра и според слуховете и единствения си законен син, подозирайки, че не е от него. Спори постоянно с по-големия си брат, тосканския велик херцог Фердинандо I, за дела от бащиното им наследство. Прекарва по-голямата част от живота си в дворовете на испанските крале Филип II и Филип III. Бие се на страната на Испания срещу Португалия. В края на живота си става един от представителите на висшата испанска аристокрация. След смъртта си оставя дългове и няколко извънбрачни деца.

## Произход
Той е единадесетото и най-малко дете и седми син на Козимо I де Медичи (* 1519 † 1574), херцог на Флоренция, бъдещ велик херцог на Тоскана, и на съпругата му Елеонора Алварес де Толедо (*1522 – 1562). Негови дядо и баба по бащина линия са известният кондотиер Джовани дале Банде Нере и Мария Салвиати, внучка на Лоренцо Великолепни, а по майчина – дон Педро Алварес де Толедо и Сунига, вицекрал на Неапол, и Мария Осорио и Пиментел, маркиза на Вилафранка дел Биерсо. Има шест братя и четири сестри:
- Мария Лукреция (* 1540, † 1557), принцеса на Велико херцогство Тоскана
- Франческо I (* 1541, † 1587), 2-ри Велик херцог на Тоскана, съпруг на ерцхерцогиня Йохана Австрийска и на Бианка Капело
- Изабела (* 1542, † 1576), херцогиня на Брачано като съпруга на Паоло Джордано I Орсини
- Джовани (* 1543, † 1562), епископ на Пиза и кардинал от 31 януари 1560 г.
- Лукреция (* 1544 или 1545, † 1561), херцогиня на Ферара, Модена и Реджо като съпруга на Алфонсо II д’Есте
- Пиеро (Педрико) (* 1546, † 1547), принц
- Гарция (* 1547, † 1562)
- Антонио (1 548, † 1548)
- Фердинандо I (* 1549 † 1609), кардинал, 3-ти Велик херцог на Тоскана (1587)
- Анна (* 1533, † 1553)

Освен това има една полусестра от втория брак на баща си, както и един полубрат и две полусестри от негови извънбрачни връзки.

## Биография

### Ранни години
Пиетро е любимец на баща си Козимо и се радва на неговата безнаказаност. Израства като разпуснат и прахосник, има избухлив характер. Като юноша започва да се подготвя за военна кариера. Негов учител и наставник във военното изкуство е Чезаре Каванила, адмирал от рицарите на Ордена на Свети Стефан. През 1573 г. баща му назначава Пиетро за главнокомандващ флота на Великото херцогство Тоскана. Лейтенант Симоно Росермини е назначен за негов помощник.
През април 1574 г. Пиетро трябва да се срещне с принц Хуан Австрийски в Генуа, но поради смъртта на баща му на 21 април същата година дипломатическото пътуване е отменено. През пролетта на 1575 г. е изпратен във Венеция, за да доведе Бианка Капело, булката на по-големия му брат Франческо, новия велик херцог на Тоскана. Това пътуване е първата дипломатическа мисия на принца.

### Убиец на жена си
През април 1571 г. Пиетро, против волята си, се жени за първата си братовчедка Леонора Алварес де Толедо, дъщеря на чичо му по майчина линия Гарсия Алварес де Толедо и Осорио и на Виктория Колона. Бракът е неуспешен. Принцът пренебрегва красивата си съпруга, предпочитайки компанията на куртизанки. Леонора му ражда едно дете – син. Тя му изневерява с Бернардо Антинори, който принадлежи към семейството флорентински патриции Антинори. Той е поет и рицар на Ордена на Свети Стефан, герой от битката при Лепанто.
След като научава за изневярата, Пиетро в пристъп на ярост на 11 юли 1576 г. я удушава с кучешки нашийник във Вилата на Медичите в Кафаджоло. Веднага след това признава всичко в писмо до по-големия си брат, великия херцог Франческо I. Официално е обявено, че принцесата се е задушила в леглото от сърдечен удар. Нейният любовник е хвърлен в затвора и скоро също е удушен в килията. Леонора е грандеса, така че испанската аристокрация, възмутена, че тя е погребана без дължимите почести, поисква обяснение. Великият херцог е принуден да пише за всичко на крал Филип II. Той признава, че Леонора е била убита от съпруга си за изневяра, доказателство за което са стиховете, посветени на нея от нейния любовник, описващи подробно красотата на тялото на принцесата, намерени в крака на нейния стол.

### Военна и дипломатическа кариера
Отношенията на Пиетро с по-големите му братя са сложни. Франческо I, искайки да се отърве от присъствието му в двора във Флоренция, решава да изпрати принца в Кралство Испания. През 1577 г. той изпраща личния си секретар Антонио Сергуиди в Мадрид, за да информира подробно Филип II за причините за убийството на снахата на Великия херцог и моли монарха да вземе измамения съпруг под лична защита. Кралят дава съгласието си и през 1578 г. Пиетро заминава за двора в Мадрид, където пристига на 17 април същата година и остава там до ноември. Испанското кралство се интересува от по-тясно сътрудничество с Велико херцогство Тоскана. В Мадрид принцът е официален представител на Флоренция. На 14 април 1578 г. Пиетро е поканен на кръщенето на престолонаследника принц Филип, бъдещият крал Филип III.
През 1579 г. принцът се завръща във Велико херцогство Тоскана. Скоро Франческо I отново го изпраща в Испания, давайки му в чин „генерал“ начело на пехотен отряд, който заедно със солиден заем изпраща на Филип II. Този път Пиетро е придружен от полковник Луиджи Довара, който го инструктира как да се държи в двора на Мадрид, за да избегне инциденти. Година по-късно, с чин „лейтенант“ от същата пехота, принцът участва в окупацията на Кралство Португалия под командването на Фернандо Алварес де Толедо, херцог на Алба. Той остава в Лисабон до края на 1582 г. и след това се завръща в Мадрид. По време на службата му в Испания кралят му дава титлата „дон“.
През 1584 г. Пиетро заминава за Флоренция с чин на вечен генерал от пехотата. През април 1585 г. той е изпратен в Рим като посланик при новия папа Сикст V. От Рим той отново отива в Мадрид, но през 1588 г. се връща във Флоренция за коронацията на другия си по-голям брат, който става новият велик херцог на Тоскана под името Фердинандо I. През същата година принцът става първият покровител на Академия дела Круска във Флоренция. Пиетро ръководи посланичество, изпратено от Великия херцог за неговата булка, принцеса Кристина Лотарингска. През април 1589 г. малък флот под негово командване довежда принцесата от Марсилия в Ливорно. Скоро обаче отношенията между него и Фердинандо отново се влошават. Причината за това е начинът на живот на Пиетро, страстта му към хазарта и екстравагантността, довели до големи дългове. Братята не могат да се споразумеят за подялбата на бащиното наследство и въпреки забраната на Великия херцог принцът заминава за Мадрид.
В спор за наследството Пиетро се обръща за подкрепа първо към испанския крал Филип II, след това към папа Климент VIII и накрая към испанския крал Филип III. Ако Филип II се опитва чрез принца да окаже натиск върху външната политика на Великия херцог на Тоскана, то при управлението на Филип III отношенията между двете монархии придобиват стабилност и дворът в Мадрид губи интерес към спора за наследството. През 1596 г., с посредничеството на Климент VIII, Великият херцог се съгласява да плаща на по-малкия си брат месечна издръжка от 1000 скуди. В бъдеще Фердинандо I многократно плаща дълговете на Пиетро. Последният конфликт между братята по тази причина е през 1602 г.

### По-късни години
Пиетро прекарва последните години от живота си в двора в Мадрид. На 29 ноември 1593 г. кралят награждава принца с Ордена на Златното руно. През същата година и отново против волята на по-големия си брат, Пиетро се жени за португалската аристократка Беатрис де Менезес и Нороня, дъщеря на Мануел IV, маркиз на Виля Реал. След сватбата той напуска жена си и се заселва в къща с куртизанки, една от които му ражда деца. Принцът оправдава поведението си с факта, че без да получи наследството на баща си, той не може да осигури прилична издръжка на жена си. През 1596 г. за неморален начин на живот крал Филип II го отстранява от двора и го изпраща в Рим. Скоро и там на Пиетро е посочено, че той е нежелан и е принуден да се върне в Мадрид.
При Филип III позицията на принца в двора в Мадрид се засилва. Той придружава новия крал при тържественото му влизане в Мадрид на 26 октомври 1599 г. В двора Пиетро поддържа приятелски отношения с кралския съветник дон Хуан Манрике де Лара и Акуня, херцог на Нахера, и Педро Енрикес де Асеведо, граф на Фуентес. Когато дворът се премества във Валядолид през 1601 г., принцът остава в Мадрид, но по покана на кралския фаворит и първи министър Франсиско Гомес де Сандовал и Рохас, херцог на Лерма, той участва във всички важни събития от живота на двора.
Пиетро умира в Мадрид на 25 април 1604 г. на 49-годишна възраст, оставяйки след себе си дългове, изплатени от Фердинандо I. По заповед на Великия херцог секретарят на принца Рутило Гача унищожава всички негови документи. Тленните му останки са положени в манастира „Пресвета Троица“ в Мадрид, откъдето са пренесени във Флоренция и са положени в Параклисите на Медичите в базиликата „Сан Лоренцо“.

## Брак и потомство
Жени се два пъти:
∞ 1. за първата си братовчедка доня Леонора Алварес де Толедо и Колона, нар. Дианора (* 1553, Флоренция; † 9 юли 1576, пак там, убита от него), дъщеря на Гарсия Алварес де Толедо и Осорио, 4-ти маркиз на Вилафранка дел Биерсо и брат на майка му, от която има един син:
- Козимо „Козимино“ де Медичи (* 10 февруари 1573, † август 1576), принц. Умира месец след убийството на майка си, според слуховете – отровен по заповед на Пиетро, който се съмнява в бащинството.[11]

∞ 2. за доня Беатрис де Менезес и Нороня (* ок. 1560, † ок. 1603), дъщеря на Мануел IV де Менесес и Нороня, 1-ви херцог на Вила Реал, губернатор на Сеута, от която няма деца.
Има няколко извънбрачни деца. Всички те, по заповед на Великия херцог и негов брат Фердинандо I, са доведени във Флоренция през 1605 г. и са взети под грижите на семейството, но са изключени от линията на наследяване.
От Антония Каравахал има двама сина и три дъщери:
- Козимо де Медичи (* сл. 1577, † 1644)
- Пиетро де Медичи (* 1592, † 1654), рицар на Малтийския орден. След като пристига във Флоренция, прави политическа и военна кариера: губернатор на Ливорно (1619 – 1627), пратеник на Медичите в Милано (1629) и Генуа (1630), накрая капитан генерал от кавалерията на Медичите от 1637 г. Той е в служба на Испания и се отличава повече от своите подвизи, с непрекъснатите си искания за пари и почести. Води бурен живот и подобно на баща си убива жена си.
- Каталина или Мария де Медичи, монахиня в Монастеро деле Мурате във Флоренция
- Хуана де Медичи, монахиня в Монастеро деле Мурате във Флоренция
- Леонора де Медичи (* 1592), монахиня в Монастеро деле Мурате във Флоренция

От Мария де ла Рибера има един син:
- Козимо де Медичи (* 1588, Мадрид; док. до 1610), пратен да учи в Йезуитската семинария в Инголщат; завърнал се във Флоренция, поради непокорния си характер е даден на Оливетанските монаси, но те не успяват да се справят с него; след като убива граф Бентивольо в сбиване, е затворен и след това бяга в Испания, където се записва в армията, която заминава за Фландрия.

## В културата
Няколко детски и церемониални портрета на Пиетро от Алесандро Алори, Аньоло Брондзино, Санти ди Тито, Доменико Пасиняно са оцелели. На една от тях, на Санти ди Тито от 1584 – 1586 г., принцът е изобразен облечен по испанската мода от онова време. Той е изобразен и в картината „Среща с принцеса Кристина Лотарингска в Ливорно“ на Джовани Балдучи, нар. Коши.
През 1912 г. режисьорът и сценарист Джузепе Петрай заснема ням черно-бял филм „Любовта на Пиетро Медичи“, в който ролята на принца се изпълнява от актьора Джовани Пецинга. Филмът е прожектиран по кината в Италия, Испания и Франция. Според измисления сюжет Пиетро се влюбва в цветарка на име Маргарита, чийто брат се опитва да спаси честта на сестра си от посегателство на аристократ.